# Polycarpaea cuspidata
Polycarpaea cuspidata är en nejlikväxtart som beskrevs av Diederich Franz Leonhard von Schlechtendal. Polycarpaea cuspidata ingår i släktet Polycarpaea och familjen nejlikväxter. Inga underarter finns listade i Catalogue of Life.